# Környezeti eljárástechnika
A környezeti eljárástechnika, valamint a nyersanyag-előkészítéstechnika, a mechanikai eljárástechnikai valamint bizonyos mértékben a bioeljárástechnikai és termikus eljárástechnikai, továbbá az előkészítéstechnikai alapismeretek alkalmazását jelentik.
A környezeti eljárástechnikához a környezetet károsító emissziók csökkentése, ill. ezek hatásának részbeni kiküszöbölésére szolgáló eljárások tartoznak. Az anyagi emisszióknál a hordozó közeg levegő vagy víz. 
- Termeléshez kötött környezeti eljárástechnika,
- Járulékos környezeti eljárástechnika:

- - szennyvíztisztítás
  - levegő tisztán tartása, ill. tisztítása

- Helyreállító környezeti eljárástechnika

- - szennyezett talajok mechanikai, termikus, kémiai és biológiai tisztítása
  - régi meddőhányók és lerakóhelyek környezetvédelmi helyreállítása.